# Roger von Gunten
Roger von Gunten (Zúrich, Suiza, 29 de marzo de 1933) es un escultor y pintor suizo nacionalizado mexicano, miembro de la Generación de la Ruptura.

## Vida
Su padre era contador y se dedicaba a la pintura durante los fines de semana, lo que le permitió a von Gunten familiarizarse desde pequeño con ese arte. Él quería ser músico, pero no encontró su vocación en ese arte y desde entonces se ha dedicado a las artes plásticas. Estudio pintura y diseño gráfico en la escuela de artes y oficios en Zúrich, su ciudad natal.[cita requerida]

## Llegada a México
Al terminar sus estudios de pintura y diseño gráfico en Suiza, en la Kunstgewerbeschule bajo la dirección de Johannes Itten, realizó su primera exposición en 1956 en su país. Tras pasar una breve temporada en Ibiza, España, llegó a México y un año después inauguró su primera exposición. Se unió en México a varios pintores jóvenes de la época, que más tarde serían conocidos como la Generación de la Ruptura. Estudió en la Universidad Iberoamericana, donde hizo una especialidad en grabado en metal y donde posteriormente impartió clases. Se nacionalizó en 1980 y vivió, a partir de entonces, en la Ciudad de México, en Michoacán y en Morelos. 
Residió un año en Canadá, en 1981. A partir de 1993, se vuelve miembro del Sistema Nacional de Creadores de Arte, del Consejo Nacional para la Cultura y las Artes (Conaculta)-Fondo Nacional para la Cultura y las Artes (Fonca). Sus propuestas pictóricas se consideran determinantes en el proceso de consolidación del arte contemporáneo en México. Reside actualmente en Tepoztlán, Morelos.[cita requerida]

## Estilo
Siendo un apasionado de la botánica, la música clásica y la astronomía, su obra en la Galería de Antonio Souza abarca pintura, dibujo, gráfica y escultura, y se caracteriza por su uso de color, figuras abstractas y formas que buscan siempre la alegría por la vida de lo mexicano. Para crear, von Gunten recurre a un proceso que llama "mitología personal". “Los recuerdos, lo que uno adora, que al enfrentarse a un papel, a una tela, de repente afloran casi como imágenes. Empieza un diálogo con el cuadro donde todo lo que a uno le interesa de alguna forma se hace visible”. Eligió la corriente abstracta y el uso intenso del color; su obra quizá no sea fácil de comprender, pero no tiene consejos para ganar nuevos adeptos.
Su lenguaje visual es inconfundible, tanto en pintura como en dibujo. Su paleta, su iconografía y su trazo no han cambiado mucho a lo largo del tiempo. Siempre hay referencias al mundo exterior e incluso al clima en el que está viviendo, referencias sentidas en forma interiorizada. Él ha dicho que sus cuadros "siempre son un camino recorrido, consisten en muchas capas, rodeos, añadiduras y negaciones, por suelta y espontánea que pueda verse la superficie final".
Desde su primera exposición en México en 1957, su obra forma parte de importantes colecciones nacionales e internacionales. También ha trabajado y expuesto en Suiza, España, Francia, Inglaterra, los Estados Unidos, Canadá, Indonesia y Japón, entre otros.[cita requerida]
En 1993, fue aceptado como miembro del Sistema Nacional de Creadores de Arte, y es un impulsor constante del desarrollo artístico y cultural de México.
Entre sus cuadros más famosos, se cuentan:
- Escenas de circo
- Nocturno tropical
- Costa con volcán
- Hallazgo y singularidades
- Tiempo de despegue
- Tormenta en el mar
- Desnudo con monte y máscara
- Buda con flores

En el 2014, recibió la Medalla Bellas Artes, máximo galardón que otorga el Instituto Nacional de Bellas Artes.[cita requerida]